# Desa Cangkramaan
Desa Cangkramaan är en administrativ by i Indonesien.   Den ligger i provinsen Jawa Timur, i den västra delen av landet, 900 km öster om huvudstaden Jakarta. Desa Cangkramaan ligger på ön Pulau Kangean.